# Хаустов, Анатолий Тихонович
Анатолий Тихонович Хаустов (27 февраля 1942 — 21 августа 2017) — советский и российский театральный актёр. Народный артист Башкирской АССР (1984). Член Союза театральных деятелей (1966).

## Биография
Родился 27 февраля 1942 года в г. Саратове. После окончания 10 классов средней школы поступил учиться в политехнический институт, подрабатывая на стройке, потом электриком-осветителем в Саратовском драматическом театре. Бросил учиться в политехническом институте и поступил в открывшееся Театральное училище имени Ивана Слонова.
В 1965 году окончил Саратовское театральное училище (курс А. С. Быстрякова, Я. А. Рубина). Учился на одном курсе с Олегом Янковским.
По окончании училища работал в Русском драматическом театре РБ.
Был женат на Галине Мидзяевой (1941—2024), актрисе Русского драматического театра, народная артистка РФ.

## Роли в спектаклях
Рилькен («Между ливнями» А. П. Штейна; дебют, 1965), Леонид («Ретро» А. М. Галина), Анчугин («Провинциальные анекдоты» А. В. Вампилова), Андрей Иванович («Русское варенье» Л. Е. Улицкой), Леонида Папагатто («Моя профессия — синьор из общества» Д.Скарначчи, Р.Тарабузи), Дон Хозе де Сантарем («Дон Сезар де Базан» Ф.Дюмануар, А.Деннери), Саня Арефьев («Кадриль» В. П. Гуркина) , Клеант («Тартюф» Мольера), Ранк («Кукольный дом» Г.Ибсена), сэр Генри Джеймс Честерфильд («Загнанная лошадь» Ф.Саган), Горецкий («Волки и овцы»), Муров («Без вины виноватые»; обе — А. Н. Островского), Гаева («Вишнёвый сад» А. П. Чехова).

## Награды и звания
- Народный артист Башкирской АССР (1984)
- Заслуженный артист Башкирской АССР (1976)